# Stambach (Contwig)
Stambach ist ein Ortsteil der Ortsgemeinde Contwig im Landkreis Südwestpfalz in Rheinland-Pfalz. Bis 1969 war er eine selbständige Gemeinde.

## Lage
Stambach befindet sich auf der Westricher Hochfläche im südöstlichen Gemeindegebiet. Der Schwarzbach streift den westlichen Siedlungsrand. Rechts mündet in ihn der Stambach, der dem Ort den Namen gab und der mitten durch das Siedlungsgebiet fließt.

## Geschichte
Die erste urkundliche Erwähnung des Ortes erfolgte im Jahr 1358, als der Ritter Johann Swinde Güter und Rechte, die er in Stampach geerbt hatte, an den Zweibrücker Grafen Walram II. verkaufte. In der Folgezeit gehörte Stambach bis Ende des 18. Jahrhunderts zum Herzogtum Pfalz-Zweibrücken. 1547 wird der Ort als Hofgut in der Gemarkung von Contwig erwähnt. 1563 existierten vor Ort drei Wohnhäuser.
Von 1798 bis 1814, als die Pfalz Teil der Französischen Republik (bis 1804) und anschließend Teil des Napoleonischen Kaiserreichs war, war Stambach in den Kanton Zweibrücken eingegliedert und unterstand der Mairie Contwig. 1815 hatte der Ort 80 Einwohner. Im selben Jahr wurde der Ort Österreich zugeschlagen. Bereits ein Jahr später wechselte der Ort wie die gesamte Pfalz in das Königreich Bayern. Anschließend wechselte der Ort in das Königreich Bayern. Von 1818 bis 1862 gehörte er dem Landkommissariat Zweibrücken an; aus diesem ging das Bezirksamt Zweibrücken hervor.
1928 hatte Stambach 613 Einwohner, die in 106 Wohngebäuden lebten. Sowohl die Katholiken als auch die Protestanten gehörten seinerzeit zur Pfarrei Contwig. Ab 1939 war der Ort Bestandteil des Landkreises Zweibrücken. Nach dem Zweiten Weltkrieg wurde Stambach innerhalb der französischen Besatzungszone Teil des damals neu gebildeten Landes Rheinland-Pfalz. Im Zuge der ersten rheinland-pfälzischen Verwaltungsreform wurde Stambach am 7. Juni 1969 in die Nachbargemeinde Contwig eingegliedert. Drei Jahre später folgte die Auflösung des Landkreises Zweibrücken; damit einhergehend wechselte der Ort zudem in den Landkreis Pirmasens, der 1997 in Landkreis Südwestpfalz umbenannt wurde.

## Kultur
Mit der katholischen Kirche Maria Königin der Engel, der evangelischen Kirche, einem Wohnhaus in der Schulstraße, dem Schulhaus und einem Wegekreuz nördlich des Siedlungsgebiets existieren vor Ort insgesamt fünf Objekte, die unter Denkmalschutz stehen. Vor Ort gibt es einen Friedhof, auf dem sich ein Kriegerdenkmal befindet.

## Verkehr und Infrastruktur
Stambach besitzt an seinem südöstlichen Ortsrand einen Haltepunkt an der Bahnstrecke Landau–Rohrbach. Dieser wurde in der Nachkriegszeit in Betrieb genommen und in den 1980er Jahren mangels Rentabilität aufgelassen. Ende 2009 erfolgte im Zuge des Rheinland-Pfalz-Taktes seine Reaktivierung. Seither bestehen stündliche Verbindungen nach Pirmasens im Osten sowie nach Zweibrücken, Sankt Ingbert und Saarbrücken im Westen. Durch Stambach verläuft die Landesstraße 471, die den Ort mit Zweibrücken und Höheischweiler verbindet. Zudem existiert vor Ort ein neugebauter Gemeindekindergarten, da die katholische Kirche aus dem früheren katholischen Kindergarten sich zurückgezogen hatte und diesen nicht mehr renovieren wollte. Das örtliche Schulhaus dient als Filiale der Grundschule Contwig; in ihm werden Dritt- und Viertklässler unterrichtet.

## Persönlichkeiten

### Söhne und Töchter des Ortes
- Friedrich Hudlett (1866–nach 1920), Politiker (ZENTRUM, BVP)
- Max Sefrin (1913–2000), Politiker (Ost-CDU) und Minister in der DDR

### Personen, die vor Ort gewirkt haben
- Albert Boßlet (1880–1957), Architekt, entwarf die örtliche katholische Kirche
- Rüdiger Ziehl (* 1977), Fußballspieler, spielte in seiner Jugend beim SC Stambach